# قائمة البعثات الدبلوماسية في مولدوفا

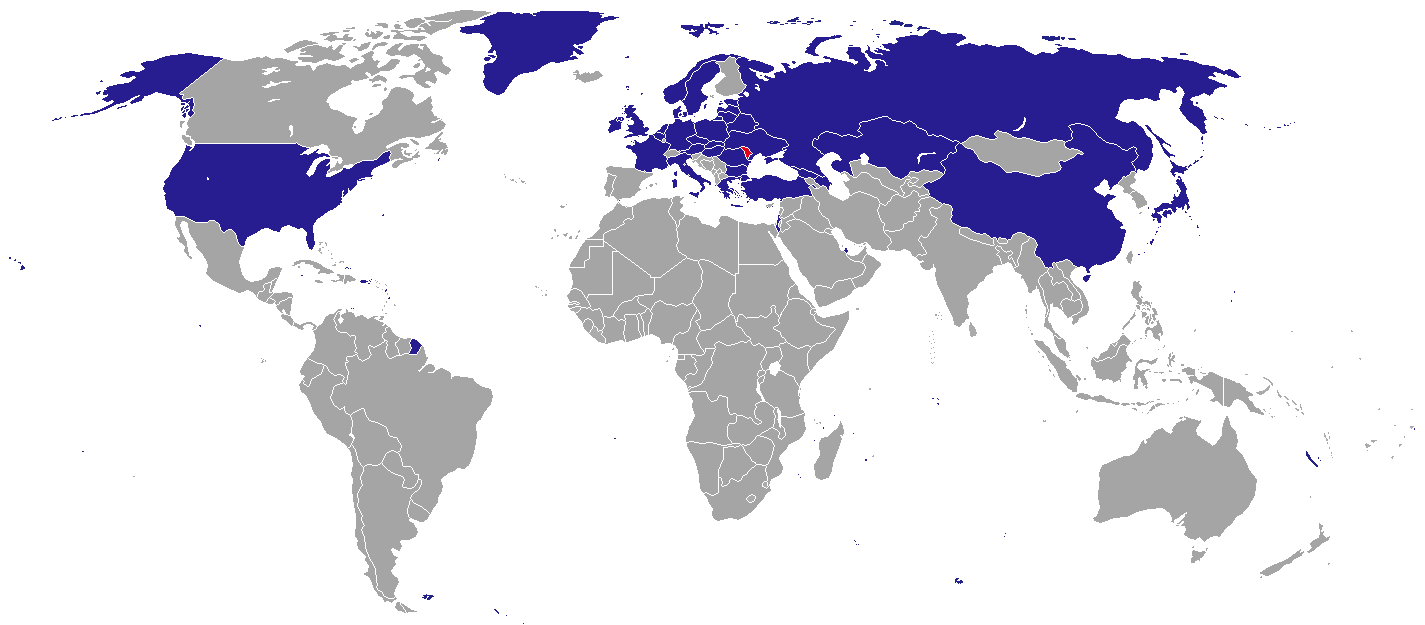
خريطة البعثات الدبلوماسية في مولدوفا

تسرد هذه المقالة البعثات الدبلوماسية المقيمة في مولدوفا. في الوقت الحاضر ، تستضيف العاصمة كيشيناو 20 سفارة. يتم تمثيل العديد من البلدان الأخرى من خلال سفاراتها في عواصم إقليمية أخرى مثل بوخارست أو بودابست أو كييف أو موسكو.

## السفارات
كيشيناو
- أذربيجان
- بيلاروس
- بلغاريا[1]
- الصين
- جمهورية التشيك[2]
- فرنسا
- جورجيا
- ألمانيا
- المجر[3]
- إيطاليا
- اليابان[4]
- ليتوانيا
- بولندا[5]
- رومانيا
- روسيا
- السويد
- تركيا[6]
- أوكرانيا
- المملكة المتحدة
- الولايات المتحدة

## البعثات/ المكاتب
- إستونيا (سفارة)
- الاتحاد الأوروبي (وفد)
- حلف شمال الأطلسي (مكتب الاتصال)
- هولندا (سفارة)

## القنصليات العامة / القنصليات
بالتسي
- رومانيا (القنصلية العامة)
- أوكرانيا (قنصلية)

كاهول
- رومانيا (القنصلية العامة)

كيشيناو
- كازاخستان

كومرات
- تركيا (القنصلية العامة)

## السفارات المعتمدة
مقيمين في بوخارست، رومانيا
- الأرجنتين
- النمسا
- بلجيكا
- كندا
- كرواتيا
- قبرص
- الدنمارك
- مصر
- إستونيا
- فنلندا
- الهند
- إندونيسيا
- أيرلندا
- الأردن
- الكويت
- لبنان
- ماليزيا
- الجبل الأسود
- المغرب
- مقدونيا الشمالية
- النرويج
- باكستان
- البرتغال
- قطر[7]
- المملكة العربية السعودية
- صربيا
- قالب:بيانات بلد سولفاكيا[8]
- أسبانيا
- سوريا
- السودان
- أوروغواي

مقيمين في كييف، أوكرانيا
- أفغانستان
- الجزائر
- أرمينيا[9]
- البرازيل
- اليونان
- إسرائيل[10]
- إيران
- كازاخستان
- قيرغيزستان
- لاتفيا[11]
- سلوفينيا
- جنوب أفريقيا
- كوريا الجنوبية
- سويسرا
- طاجيكستان
- تركمانستان
- الإمارات العربية المتحدة
- أوزبكستان
- فيتنام

مقيمين في موسكو، روسيا
- أنغولا
- أستراليا
- غانا
- غينيا
- أيسلندا
- ليبيا
- مدغشقر
- كوريا الشمالية
- عمان
- تايلاند
- أوغندا
- اليمن
- زامبيا
- زيمبابوي

مقيمين في بودابست، المجر
- البوسنة والهرسك
- بيرو
- الفلبين

مقيمين في صوفيا، بلغاريا
- ألبانيا
- الجبل الأسود
- منغوليا

مواقع أخرى
- بنغلاديش (وارسو)
- كولومبيا (وارسو)
- جزر المالديف (جنيف)
- مالطا (فاليتا)
- المكسيك (أثينا)
- نيوزيلندا (بروكسل)
- فرسان مالطا (فيينا)